# Prosopocera saperdoides
Prosopocera saperdoides là một loài bọ cánh cứng trong họ Cerambycidae.